# Allerheiligen im Mühlkreis
Allerheiligen im Mühlkreis är en ort och kommun  i Österrike. Den ligger i distriktet Perg i förbundslandet Oberösterreich, 130 kilometer väster om huvudstaden Wien. 
Kommunen består av sju orter (Ortschaften) (inom parentes invånarantal 1 januari 2024):

- Allerheiligen im Mühlkreis (368)
- Baumgarten (57)
- Hennberg (103)
- Judenleiten (129)
- Kriechbaum (127)
- Niederlebing (111)
- Oberlebing (361)